# 239 км
239 км — посёлок в Промышленновском районе Кемеровской области. Входит в состав Тарабаринского сельского поселения.

## География
Посёлок находится на железнодорожной линии Новосибирск — Ленинск-Кузнецкий, на расстоянии 9 км к юго-востоку от посёлка городского типа Промышленная, административного центра района, и 55 км к юго-западу от города Кемерово, административного центра области. Центральная часть населённого пункта расположена на высоте 174 м над уровнем моря.

## Население
| 2010 |
| ---- |
| 20   |

## Инфраструктура
Путевое хозяйство железнодорожной линии Новосибирск — Ленинск-Кузнецкий.